# Natrium lauret sulfat
Natrium lauret sulfat eller natrium laurylæter sulfat (SLES eller i indholdsdeklarationer ofte: Sodium laureth sulfate) er et rengøringsmiddel og afspændingsmiddel, som findes i mange produkter til personlig pleje (sæber, shampooer, tandpastaer osv.). SLES er en billig og meget effektiv skumdanner..
Som mange andre rengøringsmidler, kan SLES også forårsage øjen- og hudirritation. Afhængig af produktionsmetoden, kan SLES indeholde små mængder af det kræftfremkaldende stof, 1,4-dioxan. Det har medført, at den amerikanske Food and Drug Administration (FDA) har krævet, at disse mængder bliver kontrolleret.

## Kemisk struktur
Stoffets bruttoformel er CH3(CH2)10CH2(OCH2CH2)nOSO3Na. Af og til er bogstavet ”n” erstattet med det faktiske antal, f.eks. lauret-2 sulfat. Handelsvaren er blandet, hvad angår antallet af etoxylgrupper, sådan at n udtrykker en middelværdi. Det er almindeligt, at handelsvaren har n= 3.

## Fremstilling
SLES bliver fremstillet ved at etoxylere dodecanol. Etoxylatet bliver omdannet til en svovlsyreester, som dernæst bliver neutraliseret ved konversion med natrium. Det nært beslægtede afspændingsmiddel, natriumlaurylsulfat (også kendt under navnet natrium dodecyl sulfat eller SDS) bliver fremstillet på tilsvarende måde, men uden etoxylering. SLS og ammonium lauryl sulfat (ALS) bruges ofte som alternativer til SLES i produkter til detailsalg.

## Anvendelse
SLES, SLS og ALS er afspændingsmidler, der bruges i mange kosmetikvarer på grund af deres evne til at rense og emulgere. De opfører sig, så de kan sammenlignes med sæbe.

## Giftighed

### Irritation
Selv om SLES betragtes som sikkert i de koncentrationer, der anvendes i kosmetik, er det et lokalirriterende stof, ganske som andre rengøringsmidler, hvor irritationen øges med stigende koncentration. SLES har vist sig at fremkalde øjen- og hud irritation hos forsøgsdyr og visse forsøgspersoner. Det beslægtede afspændingsmiddel, SLS, er ligeledes lokalirriterende, og forskning synes at vise, at SLES også kan fremkalde irritation hos nogle mennesker efter længere tids påvirkning.

### Kræftrisiko
Forskning i stoffets giftighed, udført af Occupational Safety and Health Administration, National Toxicology Program og International Agency for Research on Cancer støtter de konklusioner, som Cosmetic, Toiletry, and Fragrance Association og American Cancer Society nåede frem til, nemlig at SLES ikke er kræftfremkaldende. U.S. Environmental Protection Agency klassificerer derimod 1,4-dioxan som sandsynligvis kræftfremkaldende (efter at have konstateret en øget forekomst ved kontrollerede dyreforsøg, men ikke på grundlag af epidemiologiske undersøgelser af de arbejdere, der omgås stoffet) og bevisligt lokalirriterendet (med niveauet for ikke-observerbar virkning ved 400 mg pr. m³) i koncentrationer, der er betydeligt højere end dem, man finder i forbrugerprodukter.

## Eksterne links
- Children's Health Environmental Coalition: Beskrivelse og sundhedspåvirkninger ved natrium lauret sulfat Arkiveret 31. maj 2012 hos  Wayback Machine